# Phạm Duy

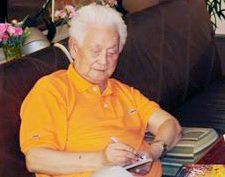
Phạm Duy

Pham Duy Ton (Hanoi, 5 oktober 1921 – 27 januari 2013), beter bekend als Pham Duy was een populaire Vietnamese componist. Hij wordt samen met Van Cao en Trinh Cong Son gezien als een van de drie meest opmerkelijke componisten van de moderne, niet-klassieke, Vietnamese muziek. Pham Duy was meer dan 50 jaar actief en heeft in die tijd duizenden liedjes geschreven.

## Werken
Pham Duy deelt zijn carrière in verschillende periodes in:
- Folk liedjes(Dân Ca), een weergave van de strijd voor onafhankelijkheid van het Vietnamese volk
- Hart liedjes (Tâm Ca) gericht op het geweten van de mensen, om te protesteren tegen geweld en onmenselijkheden
- Spirituele liedjes (Đạo Ca), met een Zen toonzetting, gericht op het zoeken naar de waarheid
- Profane liedjes (Tục Ca), een frontale aanval op hypocrisie en onechtheid
- Kinderliedjes (Bé Ca), Liedjes voor jonge vrouwen (Nữ Ca) en Vredesliedjes (Bình Ca)
- Verzetsliederen

### Bekende liedjes
Pham Duy schreef circa 1000 liedjes, Sommige van zijn meest bekende zijn:
- Áo Anh Sứt Chỉ Đường Tà
- Bên Cầu Biên Giới
- Còn Chút Gì Để Nhớ (1972)
- Đưa Em Tìm Động Hoa Vàng
- Ðường Chiều Lá Rụng
- Hoa Rụng Ven Sông
- Kiếp Nào Có Yêu Nhau
- Kỷ Vật Cho Em
- Minh Họa Kiều
- Ngày Xưa Hoàng Thị
- Nghìn Trùng Xa Cách
- Thuyền Viễn Xứ (1970)
- Tình Ca (1953)
- Tình Hoài Hương (1952)
- Tổ khúc Bầy Chim Bỏ Xứ
- Trường ca Con Đường Cái Quan
- Trường ca Mẹ Việt Nam
- Việt Nam Việt Nam